# Cubilia nigricans
Cubilia nigricans är en skalbaggsart som beskrevs av Aurivillius 1927. Cubilia nigricans ingår i släktet Cubilia och familjen långhorningar.
Artens utbredningsområde är Angola. Inga underarter finns listade i Catalogue of Life.